# Kefalochóri (ort i Grekland, Mellersta Makedonien, Nomós Imathías)
Kefalochóri är en ort i Grekland.   Den ligger i prefekturen Nomós Imathías och regionen Mellersta Makedonien, i den norra delen av landet, 300 km norr om huvudstaden Aten. Kefalochóri ligger 14 meter över havet och antalet invånare är 792.
Terrängen runt Kefalochóri är huvudsakligen platt, men åt sydost är den kuperad. Runt Kefalochóri är det ganska tätbefolkat, med 72 invånare per kvadratkilometer. Närmaste större samhälle är Véroia, 14,6 km väster om Kefalochóri. Trakten runt Kefalochóri består till största delen av jordbruksmark.